# Literatura de Luxemburg
La literatura de Luxemburg és poc coneguda fora del país, en part perquè els autors luxemburguesos escriuen en una o més de les tres llengües oficials (francès, alemany i luxemburguès), i perquè moltes obres es dirigeixen específicament a un públic local. D'altra banda, no va ser fins al segle xix que la literatura de Luxemburg va començar a desenvolupar-se en paral·lel amb la creixent consciència de la identitat nacional del país després de tractat de París (1815) i del tractat de Londres (1867).

## Violant de Vianden

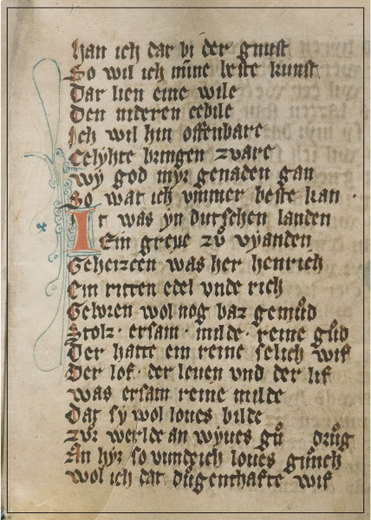
Còdex Mariendalensis (c. 1310)

Hi ha una obra històrica que s'ha guanyat un lloc en la història de la literatura de Luxemburg. El Codex Mariendalensis, un manuscrit de principis del segle xiv, explica la història de Violant de Vianden. Descobert a Ansembourg al novembre de 1999, es creu que el seu autor és el germà Hermann von Veldenz, que va escriure la història de la vida de Violant després de la seva mort el 1283. Es compon de 5.963 línies de rodolins en dialecte fràncic mosel·là, que té bastants similituds amb el luxemburguès actual. El poema explica com princesa Violant va renunciar a les comoditats de la seva llar del castell de Vianden per unir-se al convent de Marienthal, on més tard es va convertir en la priora.

## Seglexix
Malgrat l'ús del francès i alemany en l'àmbit administratiu, va ser la llengua Lëtzebuerger Däitsch, ara coneguda com el luxemburguès, la utilitzada en la literatura de Luxemburg al segle xix, cosa que contribueix de manera considerable a la consolidació de la identitat nacional.
El 1829, Antoine Meyer va publicar el primer llibre en luxemburguès, un poemari titulat E’ Schrek op de’ Lezeburger Parnassus. El llibre conté sis poemes: un poema d'amor, Uen d'Christine; una meditació sobre el vessant romàntic de la nit, D'Nuecht; una representació de la vida real, Een Abléck an engem Wiertshaus zu Lëtzebuerg, i tres faules, D'porzelains an d'ierde Schierbel, D'Spéngel an d'Nol i D'Flou an de Pierdskrécher. És interessant observar que, si bé Isop i La Fontaine van construir les seves faules al voltant dels animals, Meyer sovint personifica objectes inanimats. Per exemple, a D'Spéngel an d'Nol, la senyora Needle intenta però no aconsegueix anul·lar Pin, el que reflecteix el fracàs de l'aristocràcia francesa per evitar la Revolució. Meyer també va escriure altres poemaris quan era professor de matemàtiques a la Universitat de Lieja.

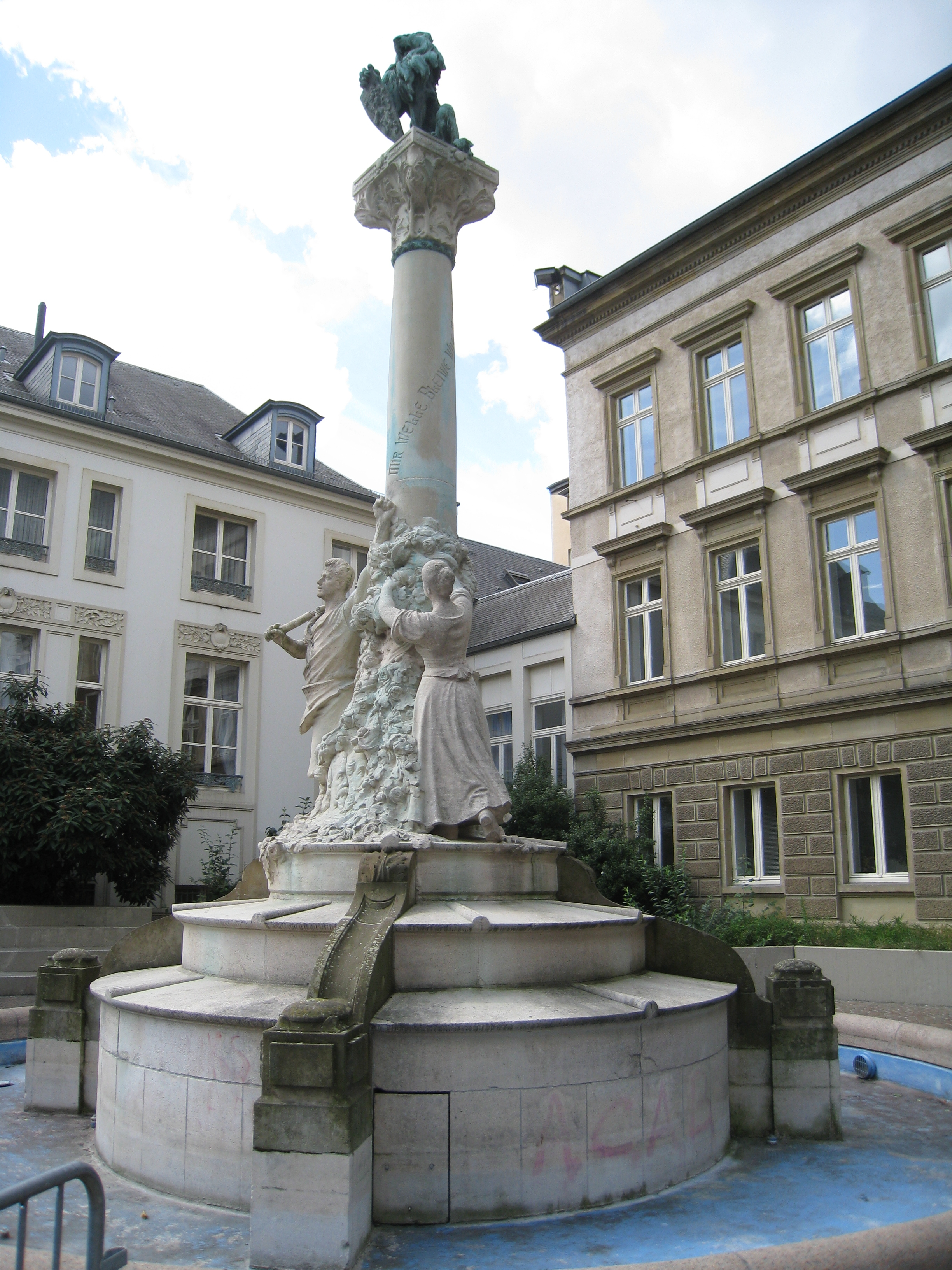
Monument a Dicks i Michel Lentz a la Place d'Armes de Luxemburg

La següent generació va portar tres poetes que ara es consideren clàssics luxemburguesos. Edmond de la Fontaine (1823-1891), més conegut pel seu pseudònim de Dicks, és recordat sobretot per les seves contribucions al teatre. La seva comèdia De Scholtschäin (1855), la primera obra de teatre en luxemburguès, va ser seguit per D'Mumm Sèiss (1855), l'opereta D'Kirmesgäscht (1856) i De Ramplassang (1863). També va escriure diversos poemes i una sèrie d'obres en prosa sobre de Luxemburg i la seva gent. El també poeta Michel Lentz (1820-1893) és conegut per haver escrit Ons Heemecht, l'himne nacional de Luxemburg, que va contribuir a promoure l'idioma luxemburguès entre els seus habitants. No obstant això, va ser Michel Rodange (1827-1876) qui va escriure l'epopeia nacional de Luxemburg, Renert odder de Fuuss am Frack an a Maansgréisst. Publicat el 1872, l'obra satírica és una adaptació d'una epopeia tradicional en baix alemany a un marc luxemburguès amb coneixements pertinents sobre les característiques de la població local.
Mentre que durant aquest període es van escriure poques obres en alemany, Félix Thyes (1830-1855) va escriure la primera novel·la luxemburguesa en francès, Marc Bruno, profil d'artiste, que es va publicar poc després de la seva inesperada mort el 1855.

## Principis del segle XX

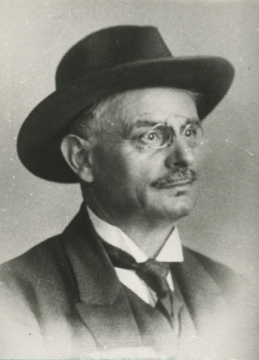
Nikolaus Welter (1871-1951)

Batty Weber (1860-1940) va ser periodista i escriptor de contes, novel·les, obres de teatre i poemes que van contribuir al desenvolupament de la cultura de Luxemburg. Una de les seves contribucions més importants a la identitat luxemburguesa va ser el seu Abreisskalender, una columna que va publicar diàriament entre 1913 i 1940 a Luxembuger Zeitung, on comentava temes d'interès cultural local.
Una figura literària important en el segle xx va ser Nikolaus Welter (1871-1951), que va abordar qüestions sobre Luxemburg en les seves obres en alemany, incloent-hi Die Söhne des Öslings (1904) i com a poeta, Hochofen (1913). Welter també és considerat el primer historiador de literatura de Luxemburg.

## Literatura contemporània
Després de la Segona Guerra Mundial, Anise Koltz (nascutda el 1928) va començar la seva carrera literària en la dècada de 1950, escrivint inicialment contes de fades en alemany i en luxemburguès. No obstant això, en la dècada de 1970, després de la mort del seu marit, que havia estat torturat pels nazis, va escriure exclusivament poesia en francès. Els seus llibres s'han publicat i traduïts àmpliament a diversos idiomes. El 1998 va rebre el Premi Guillaume Apollinaire per a Le mur du son. Koltz va contribuir a generar interès en els escriptors luxemburguesos a través del seu anual Journées littéraires de Mondorf, que es va publicar el 1963.
Jean Portante (nascut el 1950) és un poeta i novel·lista contemporani d'èxit, no només a Luxemburg, sinó arreu de la francofonia. Criat en una família d'immigrants italians, va escollir el francès com a llengua de les seves obres. Encara que és conegut principalment com a poeta, també ha escrit contes, obres de teatre, guions i novel·les. També ha traduït les obres de Juan Gelman i Gonzalo Rojas al francès. Jean Krier, que escrivia poesia en alemany, va rebre el Premi Adelbert von Chamisso i el Premi Servais el 2011 per la seva obra Herzens Lust Spiele.

## Novel·les en luxemburguès
La literatura luxemburguesa es va limitar a la poesia i el teatre, però en la dècada de 1980, com a resultat del moviment per fer del luxemburguès una llengua oficial, Guy Rewenig (nascut el 1947) i Roger Manderscheid (1933-2010) van escriure novel·les en luxemburguès. L'obra Hannert dem Atlantik (1985), de Rewenig, va obrir un nou camí com la primera novel·la escrita en luxemburguès. La novel·la narra la història de Jemp Medinger, un escombriaire, i és de fet, una descripció crítica dels problemes de la vida familiar i les estructures autoritàries de la política i la societat, adaptant la tècnica del "flux de consciència" als experiments amb el lèxic luxemburguès.
La trilogia infantil de Manderscheid Schacko klak, De papagei um kâschtebam i Feier a flam, publicada el 1988, va vendre 3.000 còpies. Schacko klak és en realitat una autobiografia explicada per un foraster. El llibre de Manderscheid revela la consciència de l'autor per l'ús del luxemburguès i descriur incidents còmics amb els soldats alemanys en la guerra, així com l'ús més aviat artificial del francès basat essencialment en l'idioma ensenyat a les aules. El seu ús del luxemburguès li permet aconseguir aquest propòsit amb major eficàcia.
Aquestes iniciatives van donar lloc a un interès més ampli en escriure novel·les en luxemburguès. Entre les novel·les publicades des de 1990, destaquen Frascht de Nico Helminger, Angscht virum Groussen Tunn de Jean-Michel Treinen, Perl oder Pica de Jhemp Hoscheit, Iwwer Waasser de Georges Hausemer, i una sèrie de novel·les de Josy Braun que inclou Porto fir d'Affekoten i Kréiwénkel.

## Premis literaris
Luxemburg té dos premis literaris importants: el Premi Servais, atorgat anualment des de 1992 a un escriptor luxemburguès per a un treball específic; i el Premi Batty Weber, considerat el premi literari nacional i atorgat una vegada cada tres anys des de 1987 a un escriptor luxemburguès per la seva trajectòria literària.